# П'єр де Косс-Бриссак
П'єр де Косс (13 березня 1900, Париж — 4 квітня 1993, Париж) — 12-й герцог Бриссак. Французький аристократ і автор, який писав історичні спогади. За освітою інженер, був промисловцем у групі «Schneider et Cie», що належить родині його дружини. Написав багато книг, у тому числі хроніку ХХ століття, завдяки якій він став першим лауреатом премії Сен-Симона в 1975 році.
Володів французьким дворянським титулом герцога Бриссака з 1944 по 1993 рік.

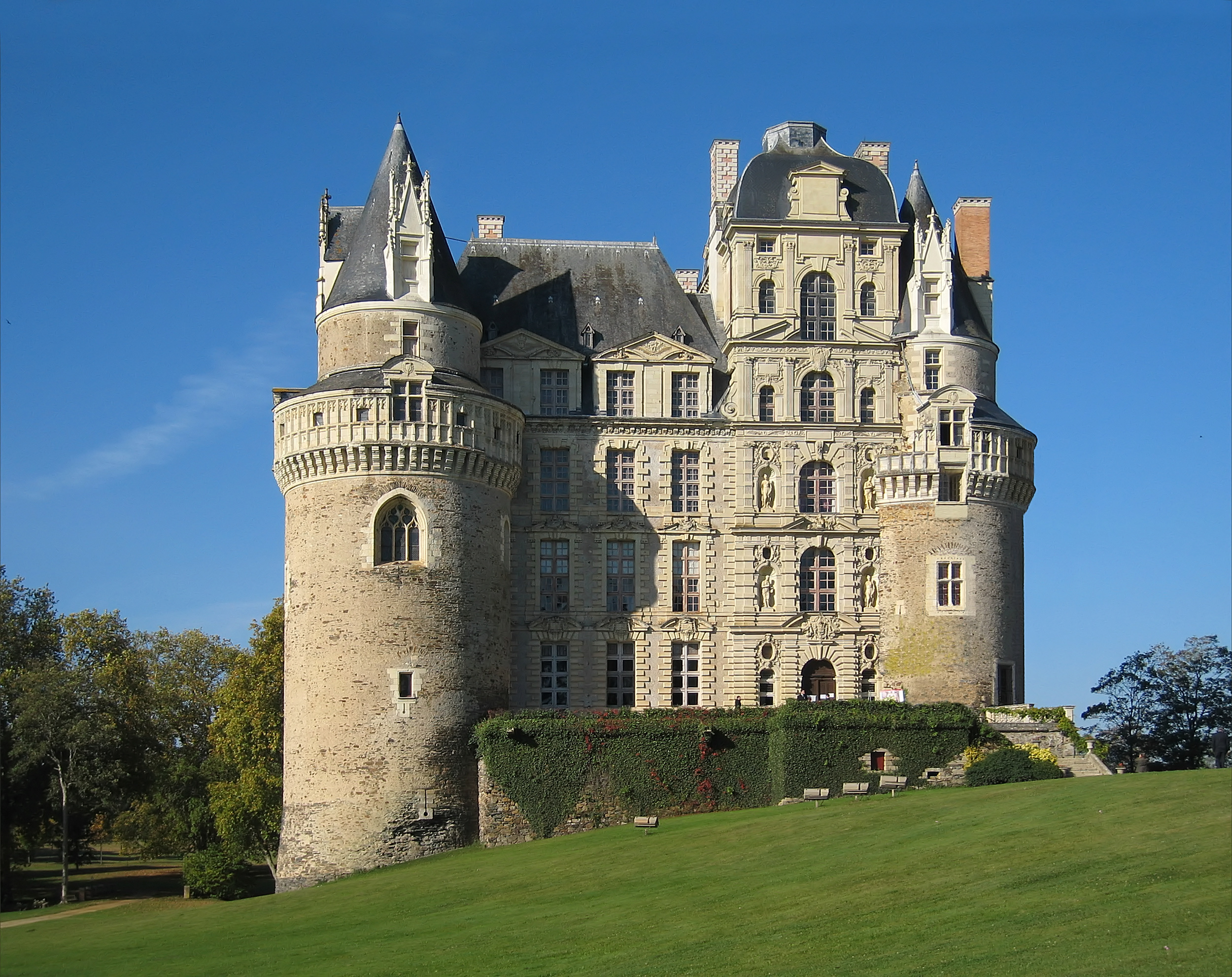
Замок Бриссак

Помер у Парижі в 1993 році.

## Біографія
Син Енн Марі Тимолеона Франсуа де Косс-Бриссак, який був 11-м герцогом Бриссак у 1883–1944роках та Матільди Рене де Круссоль д'Узес.
Після Політехнічної школи з 1 серпня 1918 року, він був включений до французької армії. У 18-річному віці, після перемир'я 11 листопада 1918 року, він переведений до Німеччині. Де і знаходився до 24 жовтня 1919 року.
У 1924 році він одружився з Марі-Желі Шнайдер (також відома як Мей шнайдер), представницею родини Шнайдер, з Ле-Крезо. Родина мешкала в замку (шато) в муніципалітеті Ла-Сель-ле-Борд.
П'єр де Косс-Бриссак, працював в сімейній групі «Schneider et Cie». У1935 році очолює шахти Шнайдера. В 1939 році стає керуючий директором «Schneider-Westinghouse»
Згодом він став головою правління компанії «Le matériel électrique».
З 1950-х до 1980-х років він видав книги з історії, розповіді про подорожі та хроніку XX століття у чотирьох томах: «В інші часи» (1900-1939), «Продовження часів» (1939–1958), « Час біжить» (1959–1974) ,« Замок навпроти»). Перший том хронічки («В інші часи»), приніс йому премію Сен-Симона, в 1975 році.
Він також був президентом Жокейського клубу Парижа. 
У 1969–1986 роках був Великим магістром ордена Святого Лазаря.

## Герцог Бриссак
Франсуа стає 13-м герцогом Бриссак у 1993 році після смерті свого бітька П'єра де Косс-Бриссак, який був 12-м герцогом Бриссак.

## Родина
У родині народилося декілька дітей:
- Марі-П'єр де Бриссак, письменниця (одружена з Саймоном Нора, потім з Морісом Ерцогом);
- Ельвіра де Бриссак, письменниця;
- Франсуа де Косс-Бриссак, 13-й герцог Бриссак.